# اعتراض‌های آنپو
اعتراض‌های آنپو یا مبارزه بر سر پیمان امنیتی (به ژاپنی: 安保闘争, Anpo tōsō)، جنبشی ضد دولتی و ضد آمریکایی بود که با تظاهرات گسترده‌ای همراه بود که و دو بار در ژاپن برگزار شد. بار نخست مبارزه‌ای علیه بازنگری پیمان امنیتی بین ایالات متحده و ژاپن (تصویب در سال ۱۹۵۱) بود که از سال ۱۹۵۹ تا سال بعد ادامه داشت. پس از گذشت ده سال، قرار بود پیمان امنیتی ژاپن و ایالات متحده در سال ۱۹۷۰ به‌طور خودکار به مدت ۱۰ سال تمدید شود، اما جنبش‌های اعتراضی برای جلوگیری از این امر به وجود آمد.
اعتراض‌های آنپو مجموعه ای از اعتراض‌های گسترده در سراسر ژاپن از سال ۱۹۵۹ تا ۱۹۶۰، و دوباره در سال ۱۹۷۰، علیه معاهده امنیتی ایالات متحده-ژاپن بود که به ایالات متحده اجازه می‌داد تا پایگاه‌های نظامی خود را در خاک ژاپن حفظ کند. نام تظاهرات از اصطلاح ژاپنی «پیمان امنیتی» گرفته شده است، که «آنزن هوشو جویاکو» (安全保障条約) یا فقط «آنپو» (安保) است.
اعتراضات در سال‌های ۱۹۵۹ و ۱۹۶۰ در مخالفت با تجدیدنظر پیمان امنیتی بین ایالات متحده و ژاپن در سال ۱۹۶۰ برگزار شد و در نهایت به بزرگ‌ترین اعتراضات مردمی در عصر مدرن ژاپن تبدیل شد. در اوج اعتراضات در ژوئن ۱۹۶۰، صدها هزار معترض ژاپن ساختمان دایت ملی را محاصره کردند. تظاهرات تقریباً روزانه در توکیو، وهمچنین تظاهرات گسترده‌ای در دیگر شهرها و شهرستان‌های سراسر ژاپن برگزار شد.
در ۱۵ ژوئن، معترضان راه خود را به داخل محوطه دایت ملی هجوم بردند که منجر به درگیری شدید با پلیس شد. در جریان این درگیری، یک دانشجوی دختر دانشگاه توکیو به نام میچیکو کانبا کشته شد. ژاپن توسط رئیس‌جمهور ایالات متحده دوایت آیزنهاور لغو شد و نخست‌وزیر محافظه کار نوبوسوکه کیشی مجبور شد استعفا دهد.
دور دوم اعتراضات در سال ۱۹۷۰ در زمان تمدید خودکار معاهده آنپو در سال ۱۹۶۰ رخ داد. اگرچه مدت کوتاه‌تر بود، اما این اعتراضات بعدی نیز به اندازه قابل توجهی دست یافتند.

## پس زمینه
پیمان امنیتی بین ایالات متحده و ژاپن (۱۹۵۱) توسط ایالات متحده به عنوان شرط پایان دادن به اشغال ژاپن پس از پایان جنگ دوم در ژاپن اجباری شده بود. در ۸ سپتامبر ۱۹۵۱ همراه با امضای قرارداد سان فرانسیسکو امضا شد که به‌طور رسمی به جنگ جهانی دوم در آسیا پایان داد. معاهده امنیتی در ۲۸ آوریل ۱۹۵۲ همزمان با پایان اشغال ژاپن به اجرا درآمد. به نیروهای آمریکایی مستقر در ژاپن اجازه می‌داد بدون مشورت قبلی با دولت ژاپن برای هر منظوری مورد استفاده قرار گیرند. اعتراضات داخلی در ژاپن را کاهش داد و ایالات متحده را متعهد به دفاع از ژاپن در صورت حمله شخص ثالث به ژاپن نکرد.

دولت ژاپن در اوایل سال ۱۹۵۲ تلاش برای تجدید نظر در این معاهده را آغاز کرد. با این حال، دولت آیزنهاور در برابر درخواست‌های تجدید نظر مقاومت کرد تا اینکه جنبش رو به رشد پایگاه نظامی ضد آمریکایی در ژاپن در مبارزه سوناگاوا ۱۹۵۵–۱۹۵۷ به اوج رسید. به موجب آن یک پایگاه نیروی هوایی ایالات متحده به روستای مجاور گسترش یافت.

پیمان امنیتی ژاپن و ایالات متحده که در سال ۱۹۵۱ منعقد شد، پیمانی بود که ژاپن را در ازای بهبود اقتصادی به عنوان «دولت تابع ایالات متحده» به رسمیت می‌شناخت و سرنوشت خودمختاری و دیپلماسی بعدی ژاپن را تعیین می‌کرد. با این حال، این بیش از حد یک طرفه بود. یکجانبه به این معنی است که «فقط یک طرف تعهد را بر عهده دارد» و طبق پیمان امنیتی قدیمی، ژاپن مجبور بود پایگاه‌هایی را در اختیار ارتش ایالات متحده قرار دهد، اما ایالات متحده هیچ تعهدی برای دفاع از ژاپن نداشت.
خشم عمومی در ژاپن پس از حادثه ژیرارد در سال ۱۹۵۷ که در آن سرباز ارتش ایالات متحده ویلیام اس. ژیرارد، برای سرگرمی خود، یک گلوله نارنجک خالی را به سمت یک زن خانه‌دار که در حال نجات ضایعات در نزدیکی پایگاه نظامی که در آن مستقر بود شلیک کرد و او را کشت.

ژیرار به اتهام قتل شبه‌عمد و متعاقباً تنزل رتبه، و پرونده دادگاه عالی ایالات متحده ویلسون علیه ژیرارد محکوم شد. این امر دشمنی با وضعیت موجود را بیش از پیش آشکار کرد.

ایالات متحده با تجدید نظر موافقت کرد، مذاکرات در سال ۱۹۵۸ آغاز شد و پیمان جدید توسط آیزنهاور و کیشی در مراسمی در واشینگتن دی سی در ژانویه امضا شد. ۱۹، 1960.
از دیدگاه ژاپنی‌ها، پیمان جدید پیشرفت قابل توجهی نسبت به پیمان اولیه داشت، چرا که ایالات متحده را متعهد به دفاع از ژاپن در صورت حمله می‌کرد، مشاوره قبلی با دولت ژاپن را قبل از اعزام نیروهای آمریکایی مستقر در ژاپن به خارج از کشور الزامی می‌کرد، بندی را که از قبل اجازه سرکوب ناآرامی‌های داخلی را می‌داد حذف می‌کرد و یک دوره اولیه ۱۰ ساله را مشخص می‌کرد که پس از آن هر یک از طرفین می‌توانست با یک سال اطلاع قبلی پیمان را لغو کند.
از آنجایی که معاهده جدید بهتر از معاهده قبلی بود، کیشی انتظار داشت که در یک زمان نسبتاً کوتاه به تصویب برسد. تا حدی برای جشن گرفتن معاهده‌ای که به تازگی تصویب شده است. اگر سفر آیزنهاور طبق برنامه پیش می‌رفت، او اولین رئیس‌جمهور ایالات متحده بود که به ژاپن سفر می‌کرد.
در سال 1960 مدت کوتاهی از پایان جنگ جهانی دوم گذشته بود و مردم از « جنگ » به شدت بیزار بودند. علاوه بر این، نسبت به نخست‌وزیر کیشی که عضو کابینه توجو بود، نیز نارضایتی وجود داشت. در نتیجه، بسیاری از شهروندان با پیمان امنیتی مخالفت کردند و «معتقد بودند که پیمان امنیتی، ژاپن را درگیر جنگ‌های آمریکا خواهد کرد همچنین انتقاداتی نسبت به مصونیت کیفری داده شده به سربازان آمریکایی مستقر در ژاپن وجود داشت.»

## عواقب
این پیمان در ۱۹ ژوئن بدون رأی‌گیری در مجلس مشاوران لازم‌الاجرا شد. علاوه بر این، سفر آیزنهاور به ژاپن به تعویق افتاد (عملاً لغو شد). برای حل این سردرگمی، کابینه نخست‌وزیر کیشی در ۲۳ ژوئن، روزی که اسناد تصویب پیمان امنیتی جدید مبادله شد، استعفای خود را به عنوان نشانه‌ای از مسئولیت‌پذیری خود اعلام کرد. روز قبل از استعفایش در ۱۵ ژوئیه، نخست‌وزیر کیشی توسط یک اراذل و اوباش مورد حمله قرار گرفت و به شدت مجروح شد (با این حال، مهاجم شخصی بود که با بانبوکو اونو ارتباط داشت و اعتقاد بر این است که انگیزه او مسائل امنیتی نبوده، بلکه این بوده که کیشی توافق پنهانی برای واگذاری قدرت به اونو را زیر پا گذاشته است).

### مجله‌ها و مقاله‌ها
- Jesty, Justin (2012). "Tokyo 1960: Days of Rage and Grief Hamaya Hiroshi's Photos of the Anti-Security-Treaty Protests". MIT Visualizing Cultures. مؤسسه فناوری ماساچوست.
- Kapur, Nick (May 25, 2020). "Japan's Streets of Rage: The 1960 US-Japan Security Treaty Uprising and the Origins of Contemporary Japan". The Asia Pacific Journal: Japan Focus. 18 (11).
- Kapur, Nick (July 15, 2022). "The Japanese Student Movement in the Cold War Crucible, 1945-1972" (PDF). The Asia Pacific Journal: Japan Focus. 20 (14).